# Варко Сабино
Ва̀рко Сабѝно (на италиански: Varco Sabino) е село и община в Централна Италия, провинция Риети, регион Лацио. Разположено е на 742 m надморска височина. Населението на общината е 198 души (към 2010 г.).